# Björt Ólafsdóttir
Björt Ólafsdóttir (født 2. marts 1983 i Biskupstungur i Árnessýsla) er en islandsk politiker, der er formand for partiet Lys Fremtid, som hun repræsenterede i Altinget 2013-17. Hun var miljøminister fra januar til november 2017.

## Opvækst, uddannelse og arbejdsliv
Björt er opvokset i en lille by i Árnessýsla på det sydlige Island. Efter studentereksamen tog hun en bachelorgrad i psykologi ved Islands Universitet og en kandidatgrad i human resource management ved Lunds Universitet. Fra 2011 til 2013 var hun leder af organisationen Geðhjálp, der hjælper mennesker med en psykisk sygdom.

## Politisk karriere
Lys Fremtid blev dannet af folk fra Det Bedste Parti og uafhængige socialliberale op til altingsvalget 2013, hvor Björt blev valgt i Reykjavik Nord-kredsen. Hun blev formand for partiet 25. november 2017, efter at den tidligere formand Óttarr Proppé trådte tilbage som følge af partiets elendige resultat ved altingsvalget en måned tidligere, hvor Lys Fremtid ikke klarede spærregrænsen på 5% og dermed mistede alle sine mandater.

## Ministerkarriere
Björt blev Minister for Miljø og Naturresurser i den koalitionsregering Selvstændighdspartiets leder Bjarni Benediktsson dannede i januar 2017 sammen med de to liberale midterpartier Lys fremtid og Reform. Regeringen sad frem til altingsvalget i 2017, men fortsatte en måned længere som forretningsministerium.